# Stethorus nigripes
Stethorus nigripes är en skalbaggsart som beskrevs av Kapur 1948. Stethorus nigripes ingår i släktet Stethorus och familjen nyckelpigor. Inga underarter finns listade i Catalogue of Life.